# Милан Митов
Милан Митов Цолов е български композитор и учител.

## Биография
Роден е през 1884 г. в Лом. През 1901 г. завършва педагогическото училище, а през 1904 г. – Музикалната академия в Загреб. Учителства в Солунската българска мъжка гимназия, в Тутракан, Варненската гимназия, Мъжката гимназия във Видин. От 1919 г. живее и работи в София. Автор е на сборниците „10 весели походни песни“, „Венец на лирата“, операта „Малкия зидар“, марша „Към комунизма“, „Песни за народните будители“, „Трудови песни“, „Туристически песни“, „10 концертни хорови песни“, песента „Знамето ни е трицветно“ и др. Умира през 1972 г.
Личният му архив се съхранява във фонд 236 в Научния архив на БАН.